# Autostrada A8 (Belgia)
Autostrada A8 (fla. Autosnelweg A8, fra. Autoroute A8) – autostrada w Belgii w ciągu trasy europejskiej E429. Jej fragment przy granicy francuskiej pokrywa się z trasą E42.
Autostrada łączy położone pod Brukselą Halle z miastem Tournai i granicą Francji w pobliżu Lille.